# Biały Dunajec (rzeka)
Biały Dunajec – rzeka w Polsce, prawy dopływ Dunajca. Powstaje na wysokości ok. 730 m n.p.m. w  Poroninie z połączenia Zakopianki z Porońcem. Następnie Biały Dunajec spływa przez miejscowość Biały Dunajec, Szaflary i Nowy Targ, gdzie na wysokości około 577 m n.p.m. łączy się z Czarnym Dunajcem dając początek rzece Dunajec. Przed ujściem opływa rezerwat przyrody Bór na Czerwonem. Biały Dunajec powstaje więc w Rowie Podtatrzańskim, dolny zaś jego bieg i ujście znajdują się na Kotlinie Orawsko-Nowotarskiej.
W górnej części biegu, do Szaflar, rzeka ma bardziej górski charakter. Występują w jej łożysku wielkie głazy i głębokie baniory i bystrza, a szerokość rzeki waha się od kilku metrów do kilkudziesięciu. Poniżej Szaflar rzeka jest regulowana i przegrodzona wysokimi betonowymi progami.

## Główne dopływy[2]
- lewe: Suchy Potok, Potok Bustrycki, Syposi Potok, Florynów Potok, Krajowy Potok
- prawe: Świdrów Potok, Potok pod Cyrlą, Potok Gliczarowski, Potok Podlubelski

Wiosną i latem rzeka charakteryzuje się silnymi wezbraniami wód (wahania wody w ciągu roku średnio do 3,4 m). Ma długość 31 km oraz powierzchnię dorzecza 224 km².

## Wędkarstwo
Wolno tutaj łowić tylko na sztuczną muchę i tylko od 15 marca do 15 grudnia. Dopuszczalne jest łowienie na całej długości rzeki, od miejsca połączenia się Porońca z Zakopianką aż do ujścia do Dunajca. Biały Dunajec jest rzeką interesująca dla wędkarzy. W górnej części rzeki jest dużo pstrągów potokowych i tęczowych oraz nieliczne lipienie. W dolnej części, poniżej Szaflar, oprócz pstrągów zdarzają się głowacice i licznie występują lipienie.